# 芙蓉嘉美清真寺

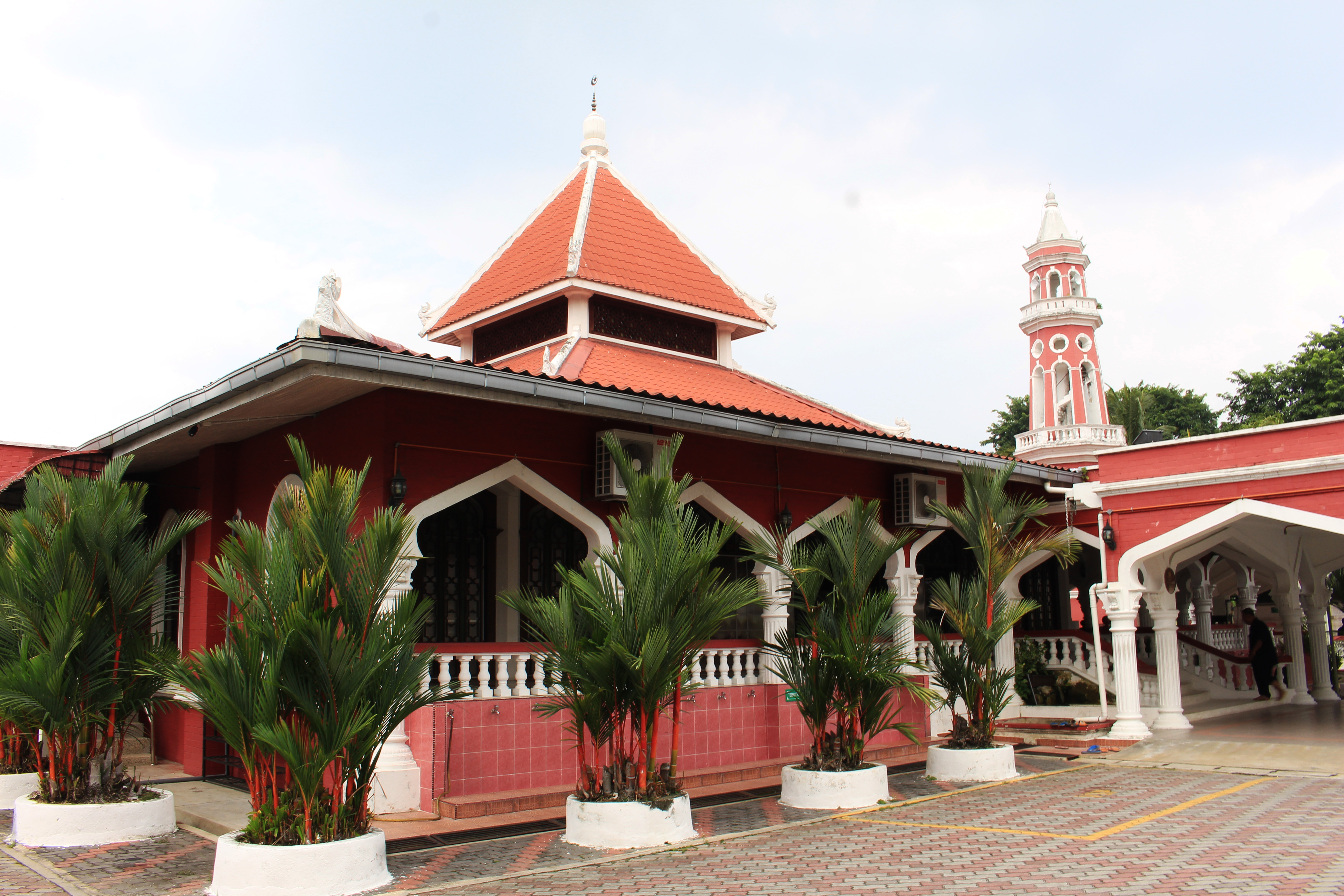
芙蓉嘉美清真寺

芙蓉嘉美清真寺  是马来西亚森美兰州芙蓉市一座古老的清真寺。它的建筑风格是老马六甲清真寺的风格。

## 参看
- 马来西亚回教